# 山口県道189号富海停車場線
山口県道189号富海停車場線（やまぐちけんどう189ごう とのみていしゃじょうせん）は、山口県防府市を通る一般県道である。

## 概要
JR西日本山陽本線 富海駅から防府市大字富海に至る。本路線の大半は旧山陽道である。

### 路線データ
- 起点：防府市大字富海（JR西日本山陽本線 富海駅前）
- 終点：防府市大字富海（富海交差点、国道2号交点）

## 歴史
- 1958年（昭和33年）10月1日 - 山口県告示第644号の2により認定される。
- 1972年（昭和47年） - 山口県の県道番号再編により現行の路線番号に変更される。

## 地理

### 通過する自治体
- 防府市

### 交差する道路
| 交差する道路 | 交差する場所 | 交差する場所      |
| ------------ | ------------ | ----------------- |
| 国道2号      | 大字富海     | 富海交差点 / 終点 |

### 交差する鉄道
- 山陽本線

### 沿線
- 富海海水浴場
- JR西日本山陽本線 富海駅
- 防府警察署 富海駐在所
- 西国街道（旧山陽道）
- 防府市立富海小学校
- 防府市立富海中学校